# سگ‌ماهی مخملی
سگ‌ماهی مخملی (نام علمی: Zameus squamulosus) نام یک گونه از راسته خاردارکوسه‌سانان است.